# Elia Rigotto
Elia Rigotto, född den 4 mars 1982 i Vicenza, Italien, är en italiensk professionell tävlingscyklist. Han blev professionell 2005 med Domina Vacanze och tävlade för dem under ett år. När stallet lade ned sin verksamhet blev Rigotto kontrakterad av det tysk-italienska UCI ProTour-stallet Team Milram inför säsongen 2006. När Team Milram valde att anställa fler tyska cyklister blev Elia Rigotto av med sin anställning, men snart blev han kontrakterad av Serramenti PVC Diquigiovanni-Androni Giocattoni inför säsongen 2009.
Elia Rigotto vann den sjätte etappen på Tour Méditerranéen mellan Sanremo – Sanremo under säsongen 2006. Som U23-cyklist vann han tre etapper på Giro delle Regione. Under säsongen 2003 vann han Menton-Savona.
Han blev utesluten från Tour Down Under 2008 efter att ha råkat orsaka en olycka där Mathew Hayman fick en nyckelbensfraktur. Tävlingsledaren tyckte att Rigotto hade orsakat olyckan medvetet. Rigotto blev därmed den första någonsin att diskvalificeras från tävlingen. Han blev också bötfälld att betala 200 Schweizerfranc.
I augusti 2008 slutade han trea på sjätte etappen av Vuelta a Burgos efter Jaŭhen Hutarovitj och Tomas Vaitkus. I början av september vann han den belgiska tävlingen Schaal Sels.

## Meriter
2003
- Menton-Savona

2004
- Trofeo Zssdi
- Prolog, Giro delle Regione (U23)
- Etapp 4, Giro delle Regione (U23)
- Etapp 6, Giro delle Regione (U23)
- GP Joseph Bruyère

2006
- Etapp 6, Tour Méditerranéen

2008
- Schaal Sels

## Stall
- 2005 Domina Vacanze
- 2006-2008 Team Milram
- 2009 Serramenti PVC Diquigiovanni-Androni Giocattoni